# Giardino della Fondazione Catella
Il giardino della Fondazione Catella è un'area verde di Milano, sita nel quartiere dell'Isola nei pressi della Fondazione Riccardo Catella. Il giardino, progettato dallo Studio Land, fu aperto al pubblico nel 2007 e ha una superficie di 4 000 m².